# Gymnospermium odessanum
Gymnospermium odessanum là một loài thực vật có hoa trong họ Hoàng mộc. Loài này được (DC.) Takht. mô tả khoa học đầu tiên năm 1970.